# Maserati
Maserati je italijanski proizvajalec športnih avtomobilov. Ustanovili so ga leta 1914 bratje Maserati v Bologni. Podjetje je bilo med letoma 1993 in 2014 v lasti koncerna Fiat. Leta 2014 je postalo del novega koncerna Fiat Chrysler Automobiles, nato pa leta 2021 del koncerna Stellantis, ki je nastal z združitvijo koncerna Fiat Chrysler Automobiles s francoskim koncernom PSA Group. Matična tovarna stoji v Modeni.

## Formula 1
Tovarniško moštvo Officine Alfieri Maserati je nastopilo na 171-ih dirkah Formule 1, doseglo pa devet zmag na prvenstvenih dirkah in sedemnajst zmag na neprvenstvenih dirkah Formule 1.

### Zmage
Roza ozadje označuje dirke, ki niso štele za Svetovno prvenstvo Formule 1.
| Sezona | Dirka                         | Dirkač             | Dirkalnik      | Poročilo |
| ------ | ----------------------------- | ------------------ | -------------- | -------- |
| 1951   | Velika nagrada Pariza         | Giuseppe Farina    | Maserati 4CLT  | Poročilo |
| 1953   | Velika nagrada Italije        | Juan Manuel Fangio | Maserati A6GCM | Poročilo |
| 1953   | Velika nagrada Modene         | Juan Manuel Fangio | Maserati A6GCM | Poročilo |
| 1954   | Velika nagrada Argentine      | Juan Manuel Fangio | Maserati 250F  | Poročilo |
| 1954   | Velika nagrada Rima           | Onofre Marimón     | Maserati 250F  | Poročilo |
| 1954   | Velika nagrada Belgije        | Juan Manuel Fangio | Maserati 250F  | Poročilo |
| 1954   | International Gold Cup        | Stirling Moss      | Maserati 250F  | Poročilo |
| 1954   | Velika nagrada Pescare        | Luigi Musso        | Maserati 250F  | Poročilo |
| 1954   | Goodwood Trophy               | Stirling Moss      | Maserati 250F  | Poročilo |
| 1954   | Daily Telegraph Trophy        | Stirling Moss      | Maserati 250F  | Poročilo |
| 1955   | Grand Prix de Pau             | Jean Behra         | Maserati 250F  | Poročilo |
| 1955   | Velika nagrada Bordeauxa      | Jean Behra         | Maserati 250F  | Poročilo |
| 1956   | Velika nagrada Nove Zelandije | Stirling Moss      | Maserati 250F  | Poročilo |
| 1956   | Glover Trophy                 | Stirling Moss      | Maserati 250F  | Poročilo |
| 1956   | BARC Aintree 200              | Stirling Moss      | Maserati 250F  | Poročilo |
| 1956   | Velika nagrada Monaka         | Stirling Moss      | Maserati 250F  | Poročilo |
| 1956   | Velika nagrada Italije        | Stirling Moss      | Maserati 250F  | Poročilo |
| 1956   | Velika nagrada Avstralije     | Stirling Moss      | Maserati 250F  | Poročilo |
| 1957   | Velika nagrada Argentine      | Juan Manuel Fangio | Maserati 250F  | Poročilo |
| 1957   | Velika nagrada Buenos Airesa  | Juan Manuel Fangio | Maserati 250F  | Poročilo |
| 1957   | Grand Prix de Pau             | Jean Behra         | Maserati 250F  | Poročilo |
| 1957   | Velika nagrada Monaka         | Juan Manuel Fangio | Maserati 250F  | Poročilo |
| 1957   | Velika nagrada Francije       | Juan Manuel Fangio | Maserati 250F  | Poročilo |
| 1957   | Velika nagrada Nemčije        | Juan Manuel Fangio | Maserati 250F  | Poročilo |
| 1957   | Velika nagrada Modene         | Jean Behra         | Maserati 250F  | Poročilo |
| 1957   | Velika nagrada Maroka         | Jean Behra         | Maserati 250F  | Poročilo |

## Dirke za Veliko nagrado
Tovarniško moštvo Officine Alfieri Maserati je med sezonama 1926 in 1949 nastopilo na 356-ih dirkah za Veliko nagrado, s čimer je na četrtem mestu, doseglo pa je 46 zmag.

### Zmage
Roza ozadje označuje dirke tipa Voiturette.
| Sezona | Dirka                         | Dirkač              | Dirkalnik     | Poročilo |
| ------ | ----------------------------- | ------------------- | ------------- | -------- |
| 1927   | Velika nagrada Tripolija      | Alfieri Maserati    | Maserati 26   | Poročilo |
| 1927   | Velika nagrada Pozza          | Carlo Tonini        | Maserati 26   | Poročilo |
| 1927   | Coppa della Perugina          | Carlo Tonini        | Maserati 26   | Poročilo |
| 1927   | Velika nagrada Rima           | Carlo Tonini        | Maserati 26   | Poročilo |
| 1927   | Coppa Acerbo                  | Carlo Tonini        | Maserati 26   | Poročilo |
| 1930   | Velika nagrada Tripolija      | Baconin Borzacchini | Maserati V4   | Poročilo |
| 1930   | Velika nagrada Rima           | Luigi Arcangeli     | Maserati 26M  | Poročilo |
| 1930   | Velika nagrada Avellina       | Luigi Fagioli       | Maserati 26B  | Poročilo |
| 1930   | Coppa Ciano                   | Luigi Fagioli       | Maserati 26M  | Poročilo |
| 1930   | Coppa Acerbo                  | Achille Varzi       | Maserati 26M  | Poročilo |
| 1930   | Velika nagrada Monze          | Achille Varzi       | Maserati 26M  | Poročilo |
| 1930   | Velika nagrada Španije        | Achille Varzi       | Maserati 26M  | Poročilo |
| 1930   | Coppa Castelli                | Luigi Fagioli       | Maserati 26B  | Poročilo |
| 1931   | Velika nagrada Tunisa         | Ernesto Maserati    | Maserati 26   | Poročilo |
| 1931   | Velika nagrada Rima           | Ernesto Maserati    | Maserati V5   | Poročilo |
| 1931   | Velika nagrada Monze          | Luigi Fagioli       | Maserati 26M  | Poročilo |
| 1932   | Velika nagrada Rima           | Luigi Fagioli       | Maserati V5   | Poročilo |
| 1932   | Velika nagrada Senigallie     | Luigi Fagioli       | Maserati 8CTF | Poročilo |
| 1933   | Velika nagrada Francije       | Giuseppe Campari    | Maserati 8C   | Poročilo |
| 1933   | Coppa Ciano                   | Tazio Nuvolari      | Maserati 8CM  | Poročilo |
| 1936   | Velika nagrada Milana         | Carlo Felice Trossi | Maserati 6CM  | Poročilo |
| 1936   | Coppa Ciano                   | Carlo Felice Trossi | Maserati 6CM  | Poročilo |
| 1936   | Coppa Edda Ciano              | Carlo Felice Trossi | Maserati 6CM  | Poročilo |
| 1936   | Velika nagrada Modene         | Carlo Felice Trossi | Maserati 6CM  | Poročilo |
| 1937   | Coppa Principessa di Piemonte | Carlo Felice Trossi | Maserati 6CM  | Poročilo |
| 1937   | Targa Florio                  | Francesco Severi    | Maserati 6CM  | Poročilo |
| 1937   | Velika nagrada Firenc         | René Dreyfus        | Maserati 6CM  | Poročilo |
| 1937   | Velika nagrada Sanrema        | Achille Varzi       | Maserati 4CM  | Poročilo |
| 1937   | Coppa Acerbo                  | Giovanni Rocco      | Maserati 6CM  | Poročilo |
| 1937   | Coppa Edda Ciano              | Carlo Felice Trossi | Maserati 4CM  | Poročilo |
| 1938   | Targa Florio                  | Giovanni Rocco      | Maserati 6CM  | Poročilo |
| 1938   | Coppa Principessa di Piemonte | Aldo Marazza        | Maserati 4CM  | Poročilo |
| 1938   | Coppa Edda Ciano              | Luigi Villoresi     | Maserati 4CL  | Poročilo |
| 1938   | Velika nagrada Modene         | Franco Cortese      | Maserati 6CM  | Poročilo |
| 1939   | Velika nagrada Južne Afrike   | Luigi Villoresi     | Maserati 6CM  | Poročilo |
| 1939   | Velika nagrada Grosvenorja    | Franco Cortese      | Maserati 6CM  | Poročilo |
| 1939   | Targa Florio                  | Luigi Villoresi     | Maserati 6CM  | Poročilo |
| 1939   | Velika nagrada Carnara        | Luigi Villoresi     | Maserati 4CL  | Poročilo |
| 1940   | Targa Florio                  | Luigi Villoresi     | Maserati 4CL  | Poročilo |
| 1948   | Nations Grand Prix            | Giuseppe Farina     | Maserati 4CL  | Poročilo |
| 1948   | Velika nagrada Monaka         | Giuseppe Farina     | Maserati 4CLT | Poročilo |
| 1949   | Velika nagrada Sanrema        | Juan Manuel Fangio  | Maserati 4CLT | Poročilo |
| 1949   | Grand Prix de Pau             | Juan Manuel Fangio  | Maserati 4CLT | Poročilo |
| 1949   | Velika nagrada Roussillona    | Juan Manuel Fangio  | Maserati 4CLT | Poročilo |
| 1949   | Velika nagrada Albija         | Juan Manuel Fangio  | Maserati 4CLT | Poročilo |
| 1949   | Velika nagrada Lausanna       | Giuseppe Farina     | Maserati 4CLT | Poročilo |